# Lomonosovský prospekt
Lomonosovský prospekt (rusky Ломоносовский проспект) je jedním z moskevských prospektů. Nachází se v jihozápadní části města, zasahuje do jižního a jihozápadního okruhu, je 4,3 km dlouhý. Kříží Leninský prospekt, Prospekt Vernadského, Mičurinský prospekt, náměstí Džaváharlála Néhrú a Indíry Gándhíové. Svůj název získal v roce 1956 podle nedaleké univerzity (Moskevská státní univerzita), v té době rovněž pojmenované po Lomonosovovi.
Z dopravního hlediska se jedná o vytíženou tepnu; vede tudy mnoho linek tramvají (od roku 1955), trolejbusů (od roku 1957) i autobusů. Nachází se tu také stanice metra Universitet (od roku 1959). Mezi lety 2003 a 2005 byla část prospektu zrekonstruována.